# Prix Adrien-Pouliot (Canada)
Pour l’article homonyme, voir Prix Adrien-Pouliot (Québec).
Le prix Adrien-Pouliot décerné par la Société mathématique du Canada rend hommage aux personnes ou aux groupes qui ont fait une contribution importante et soutenue à l'enseignement des mathématiques au Canada. Le terme « contributions » s'emploie ici au sens large : activités locales de sensibilisation, élaboration de programmes adaptés au milieu scolaire ou à l'industrie, activités promotionnelles de vulgarisation des mathématiques, conception d'outils pour présentations mathématiques, organisation de conférences ou de concours à l'intention des étudiants, etc. Le prix a été décerné pour la première fois en 1995. Il ne doit pas être confondu avec le prix du même nom décerné par l'Association mathématique du Québec.

## Lauréats
- 1995 : Edward Barbeau
- 1996 : Bruce Shawyer
- 1997 : Ronald Scoins, Ronald Dunkley, Donald Attridge et Ed Anderson
- 1998 : Bernard Hodgson
- 1999 : Eric Muller
- 2000 : Bernard Courteau
- 2001 : George Bluman
- 2002 : non décerné
- 2003 : Andy Liu
- 2004 : Jean-Marie De Koninck
- 2005 : Katherine Heinrich
- 2006 : Peter Taylor
- 2007 : Richard Nowakowski
- 2008 : J. Harley Weston
- 2009 : Walter Whiteley (en)
- 2010 : Miroslav Lovric
- 2011 : Malgorzata Dubiel
- 2012 : Melania Alvarez
- 2013 : John Grant McLoughlin
- 2014 : Frédéric Gourdeau
- 2015 : Mark Mac Lean
- 2016 : Donald Violette
- 2017 : Richard Hoshino
- 2018 : Centre for Education in Mathematics and Computing (en) (CEMC)
- 2019 : Tiina Hohn
- 2020 : Veselin Jungić (en)
- 2021 : Joseph Khoury
- 2022 : John Mighton (en)[2]
- 2023 : Edward Doolittle
- 2024 : André Boileau